# Erval Velho
Erval Velho là một đô thị thuộc bang Santa Catarina, Brasil. Đô thị này có diện tích 207,686 km², dân số năm 2007 là 4098 người, mật độ 19,3 người/km².